# Hammer On Hammer
Hammer On Hammer è un brano del gruppo musicale britannico Jethro Tull, pubblicato il 4 aprile 2023 come singolo tratto dall'album RökFlöte .

## Tracce
1. Hammer On Hammer – 3:15

## Formazione
- Ian Anderson – concerto e flauti contralto, flauto d'amore, fischio irlandese e voce
- Joe Parrish-James – chitarre elettriche e acustiche, mandolino
- David Goodier – basso
- John O'Hara – pianoforte, tastiere, organo Hammond
- Scott Hammond – batteria